# 二八張溝
二八張溝，臺灣中和一條河流，為南勢角溪西側支流。因流經二十八張而得名。原本是天然溪流，現已被拓寬整治為排水溝。

## 天然河道路線

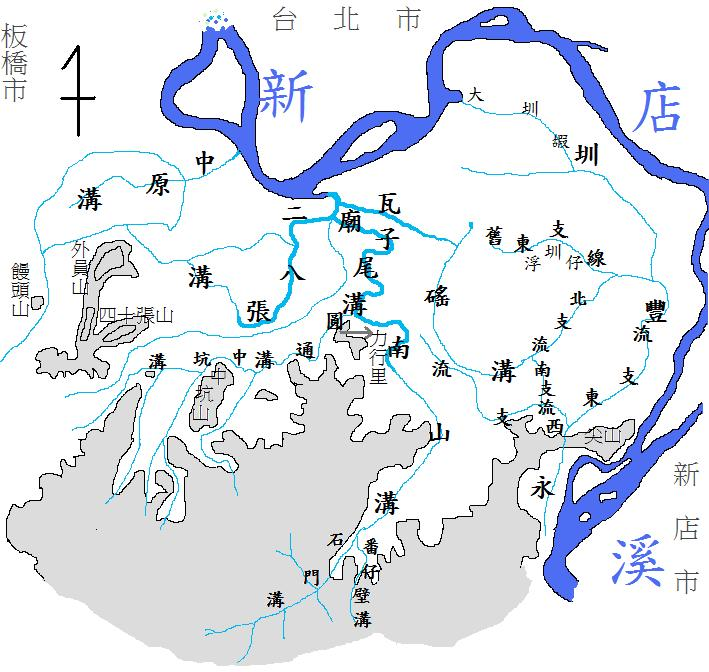
中和鄉地形圖 中和鄉志，溝名採用中和市志的中和市水文圖

二八張溝上游南支流源自外員山北方中原溝的南支流，沿著員山路394巷往東南流，過員山路後，北支流源頭與南支流分流，北支流大略上繼續走員山路394巷與新生街16巷向東行，南支流走員山路394巷2弄向東南後，經過民樂人行廣場附近，過了中正路後，經過錦和路上的平河橋，東行過建一路後再東行100公尺，轉南過健康路後，轉東南，一路過了建八路，然後向西繞一個半圓，過連城路222巷後向南繞過大興工業區呈一個圓弧後，轉向東北穿過中和排水路，過板南一號橋，再沿著中和排水路東側北上過中山路的中和橋後轉向東北，在中山路328巷西側東北流後轉北，以西北向穿過景平路989巷，此時北支流來會後，以ㄇ字路線流經華中橋，再過永和橋、中福橋（大眾爺廟）、最後在勝利橋附近匯入南勢角溪。
另有一未知小水在二八張溝匯入南勢角溪前由南側匯入二八張溝。此小水源於土城區清水路與延吉街296巷之間，向東北與延和路平行，轉東行過延壽橋，至連城路後轉東北方向，此後一路沿著連城路，在流經中和高中與中和市第五公墓間時與南側的中坑溝最接近，一直流到中山、中和、連城、福祥路五叉路口附近，轉往東北方向，後約莫沿福美路256巷走而匯入二八張溝。由於下游加蓋為馬路，部分地圖並未繪出此河，然也有部分地圖將此河視為二八張溝主河道。
根據明治37年(西元1904年)的《台灣堡圖》佐證，二八張溝當時的上游源頭是四十張庄與外員山庄界的山西北側的山麓，東行後與南勢角溪匯流。故外員山《員山公園》的確是二八張溝上游源頭。
但中和鄉志的地質圖的版本卻與中和鄉志的地形圖有不同的表示，認為原屬中原溝南支流的上游乃屬二八張溝南支流的上游，那麼二八張溝上游將可上溯到繞過饅頭山南側，源頭約在明德里與土城區延壽里界。
根據《中和庄誌》二八張有座「二八張橋」跨「二八張川」，故「二八張川」應就是二八張溝的舊名之一。

## 整治工程

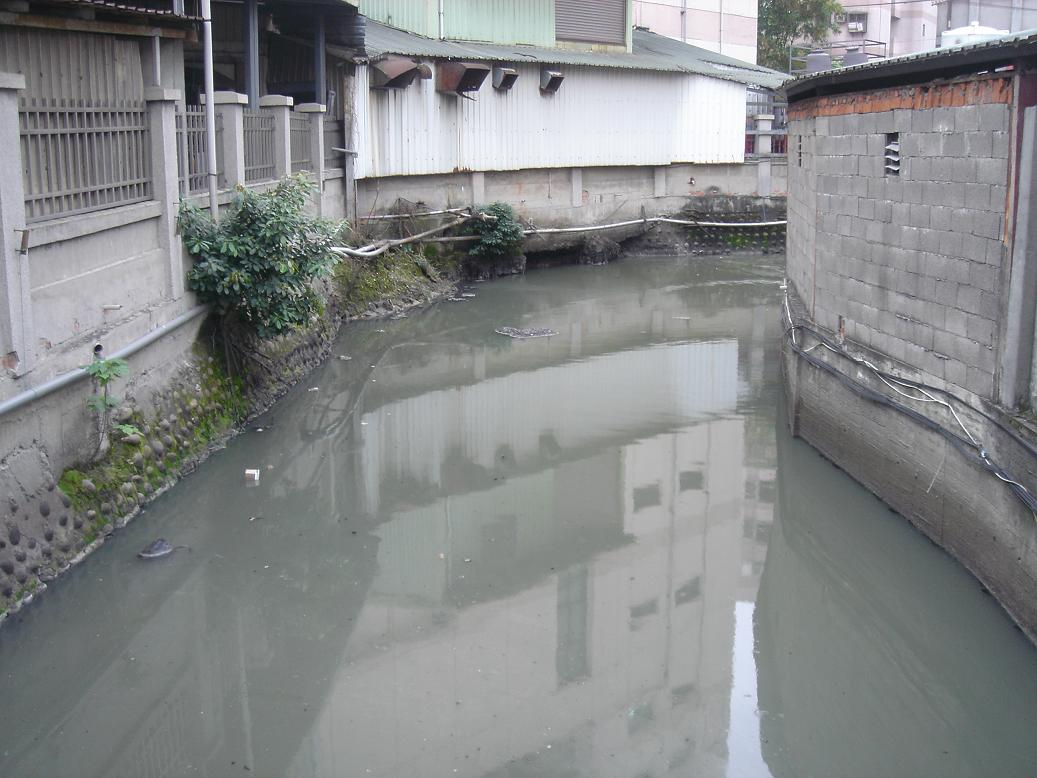
二八張溝上游段流經工業區

### 中和排水路
為了解決水患，二八張溝與南勢角溪上游西支流（圓通溝與中坑溝）被改道並截彎取直，上游源自土城區延吉街，向東北方向流，經中和高中與中和區第五公墓之間後轉向東行，並流經錦和運動公園北側，此段稱為連城大排或排水路連城支線，明渠寬度為15公尺。兩側道路命名和城路，中和中正路至區界為一段、區界至土城延吉街111巷為二段。之後在雙和醫院附近轉向北行，下游河道在經中和抽水站注入新店溪。由中和抽水站到連城路此段稱為排水路主線，明渠寬度為18公尺。另有地下水道支流於雙和醫院附近匯入中和排水路（疑為圓通溝來自圓通寺的支流所整治，詳見南勢角溪）。原本頗長的二八張溝原河道被分隔成中和排水路到匯入南山溝之間的下游段，和流經中和工業區的上游段。

### 二八張溝上游段
健康路以北的二八張溝上游排水，將沿著健康路的暗渠引流東行至板南路轉東南，排到中和排水路。

## 遊憩景點
目前在排水路沿線（包括連城支線、南勢角支線）兩側有設置單向自行車道。二八張溝由排水路到南山溝匯流口之間的溝旁通路多為民宅分隔，沿線廣為種植山櫻花(永和橋旁、永和路90巷、大眾爺廟中福橋旁)，並設置綠化小公園。二八張溝南支流流經民樂人行廣場。

## 圖片集

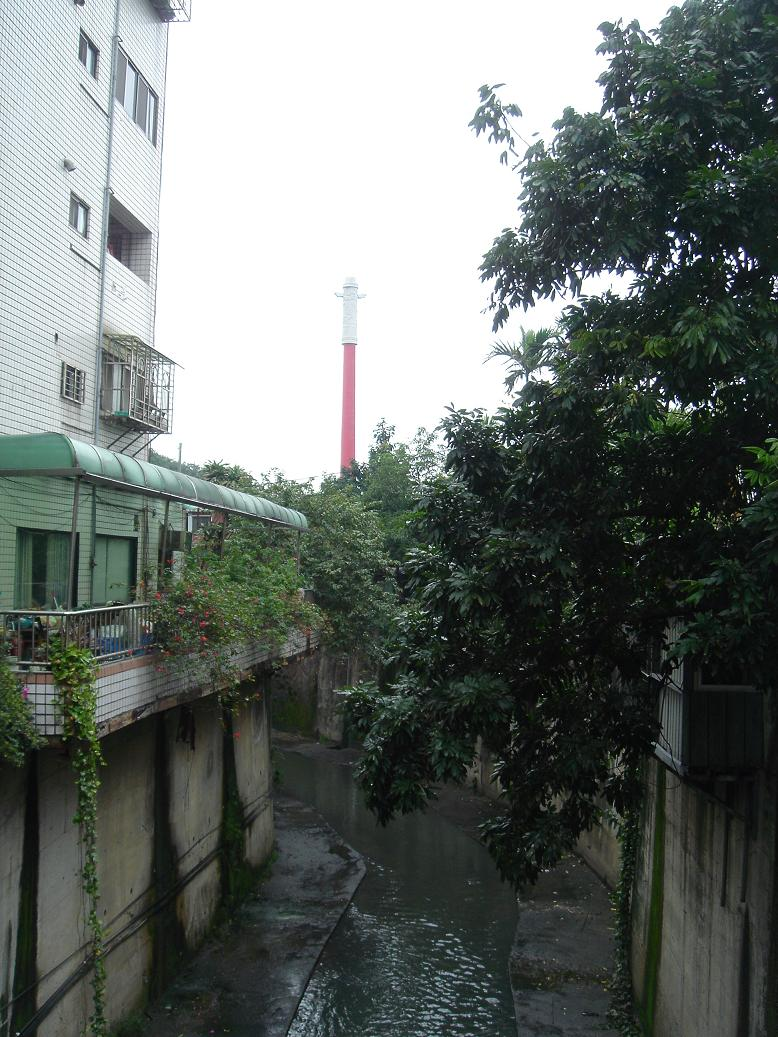
二八張溝下游段與華中橋頭的瓦窯煙囪。
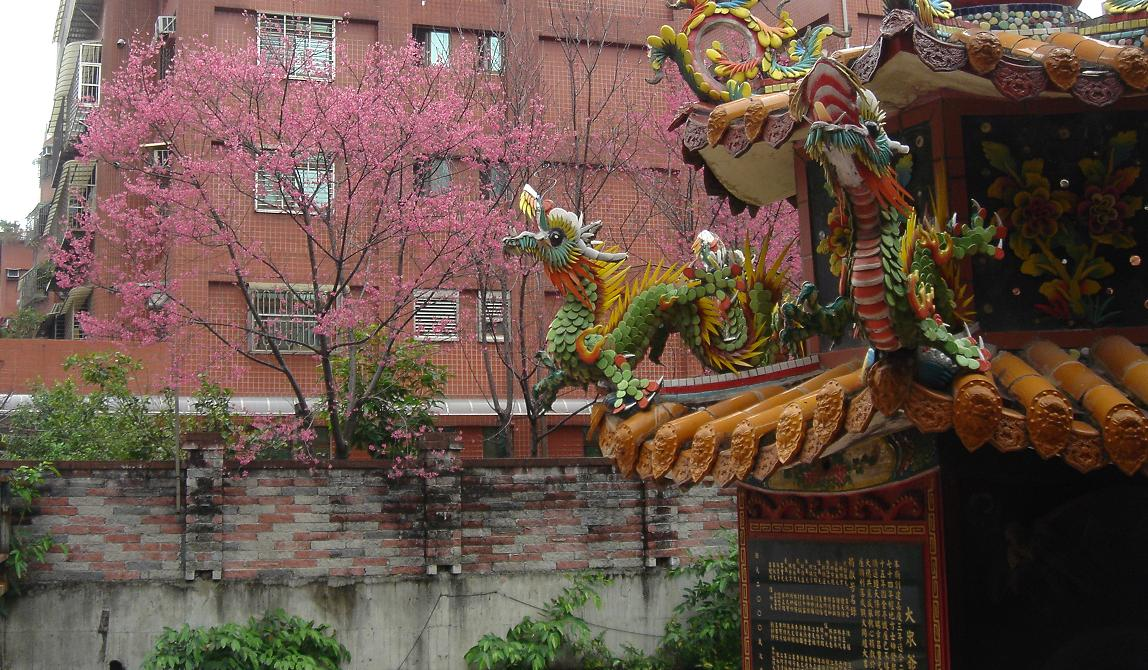
二八張溝下游段 大眾爺廟旁的山櫻花盛開。

## 釋
1. ↑  或稱瓦磘溝。
2. ↑  「二十八張」指今平河里及艾德蒙公司。
3. ↑  屬中和溝上游的圓通溝。
4. ↑  「四十張庄」指今嘉穗、嘉新、嘉慶、民安、文元等里。
5. ↑  「外員山庄」指今積穗里、員山里。